# История Великой Отечественной войны Советского Союза 1941—1945 гг.
«История Великой Отечественной войны Советского Союза 1941—1945 гг.» — многотомное научно-справочное издание, выпущенное Военным издательством Министерства обороны СССР в 1961—1965 годах.

## История создания
12 сентября 1957 года Президиум ЦК КПСС принял постановление о разработке многотомного труда «История Великой Отечественной войны Советского Союза 1941—1945 гг.», выпуске серии сборников документов по Великой Отечественной Войне и научно-популярной однотомной истории войны. Подготовка  масштабного труда определялась как задача государственной важности.
Многотомный труд по истории Великой Отечественной войны должен был представлять собой глубокое исследование, охватывающее все стороны военной истории в этот период, внутренние процессы экономического и общественно-политического развития страны, а также внешней политики СССР.
Для руководства разработкой многотомного фундаментального труда была создана редакционная комиссия под председательством академика П. Н. Поспелова. В состав комиссии вошли видные советские учёные-историки, а также представители Министерства обороны, Министерства иностранных дел СССР, а также научные учреждения и общественные организации. На комиссию были возложены функции по определению общего направления труда, его построения и содержания отдельных частей, а также по обеспечению высокого научного и политического уровня издания.
Непосредственной работой по написанию занимался Институт Марксизма-Ленинизма при ЦК КПСС, в котором был создан отдел истории Великой Отечественной Войны (заведующий отделом Болтин Е. А., заместитель заведующего отделом Тельпуховский Б. С.). Отдел собирал весь документальный, цифровой и фактический материал, обобщал его и выполнял весь авторский и редакторский объём работ. Отдел проработал с 1957 по 1966 год, закончив свою деятельность после выхода в тираж издания. Издание было подготовлено на основе ранее изданных работ, материалов отечественных и иностранных архивов, документов, свидетельств очевидцев и участников событий. Издание снабжалось картами, схемами, фотоиллюстрациями
Приступая к созданию научной истории войны, научный коллектив отдела должен был решить ряд крупных принципиальных вопросов, определяющих рамки содержания труда и его структуру. К ним в первую очередь относились вопросы и о характере и о периодизации Великой Отечественной войны. В целом, появление в печати многотомного издания «История Великой Отечественной войны Советского Союза 1941—1945 гг.» стало заметным явлением в советской историографии, которым была удовлетворена потребность в проведении комплексного фундаментального исследования истории Великой Отечественной войны.

## Содержание томов
История Великой Отечественной войны Советского Союза 1941-1945 гг : в 6 т. / председ. Гл. ред. комиссии П. Н. Поспелов. — М. : Военное издательство Министерства обороны СССР, 1961—1963.
- Т. 1 : Подготовка и развязывание войны империалистическими державами. — 1960. — 600 с. — 125 000 экз.
- Т. 2 : Отражение советским народом вероломного нападения фашистской Германии на СССР. Создание условий для коренного перелома в войне (июнь 1941 г. — ноябрь 1942 г.). — 1961. — 682 с. — 180 000 экз.
- Т. 3 : Коренной перелом в ходе Великой Отечественной войны (ноябрь 1942 г. — декабрь 1943 г.). — 1961. — 652 с. — 180 000 экз.
- Т. 4 : Изгнание врага из пределов Советского Союза и начало освобождения народов Европы от фашистского ига (1944 год). — 1962. — 726 с. — 178 000 экз.
- Т. 5 : Победоносное окончание войны с фашистской Германией. Поражение империалистической Японии (1945 г.). — 1963. — 652 с. — 223 000 экз.
- Т. 6 : Итоги Великой Отечественной войны. — 1965. — 652 с. — 201 000 экз.